# Жизнь за год
Жизнь за год (англ. Life in a Year) — американский романтический драматический фильм 2020 года режиссёра Мити Окорна по сценарию Джеффри Аддисса и Уилла Мэтьюза о 17-летнем подростке, который обнаруживает, что его девушка умирает от рака. В ролях Джейден Смит, Кара Делевинь, Куба Гудинг-младший и Ниа Лонг. Уилл Смит и Джада Пинкетт Смит выступают исполнительными продюсерами под своим флагом Overbrook Entertainment.
Он был выпущен 27 ноября 2020 года компанией Sony Pictures Releasing.

## Сюжет
Фильм «Жизнь за год» рассказывает историю любви 17-летнего парня по имени Даррен и его девушки, которая узнает о смертельном диагнозе. Узнав о том, что его подруга неизлечимо больна, молодой человек решает сделать всё возможное, чтобы его возлюбленная прожила оставшийся год жизни как можно ярче.

## В ролях
- Джейден Смит — Дарэл
- Кара Делевинь — Изабель
- Ниа Лонг — Кэтрин
- Кьюба Гудинг мл. — Ксавьер
- RZA — Рон
- Крис Д'Элия — Фил
- Стоуни Блайден — Киран
- JT Neal — Сэмми

## Производство
В марте 2017 года было объявлено, что Кара Делевинь и Джейден Смит присоединились к актёрскому составу фильма, а Митя Окорн снимет фильм по сценарию Джеффри Аддисса и Уилла Мэтьюза. Уилл Смит и Джада Пинкетт Смит будут исполнительными продюсерами. В апреле 2017 года к актёрскому составу присоединились Терренс Ховард, Стоуни Блайден, Ниа Лонг, RZA и Джей Ти Нил. В мае 2017 года Крис Д'Элиа и Куба Гудинг-младший присоединились к актёрскому составу фильма, Гудинг-младший заменил Ховарда.

### Экранизация
Основная съёмка началась в апреле 2017 года в Торонто, Онтарио, Канада.

## Выпуск
Фильм был выпущен 27 ноября 2020 года компанией Sony Pictures Releasing.